# Dent de Jaman
Die Dent de Jaman ist ein Berg in den Waadtländer Voralpen zwischen den Rochers de Naye und dem Pass Col de Jaman oberhalb von Montreux im Schweizer Kanton Waadt.
Seine höchste Stelle befindet sich auf 1875 m ü. M. Die Form des Berges ist durch die Erosion im Gebiet der Europäischen Hauptwasserscheide entstanden. Die westliche Wand fällt steil in Richtung von Caux ab und ist vom Genfersee aus gut zu sehen. Östlich des Berges lag bis ins 20. Jahrhundert der Bergsee Lac de Jaman.
Südlich des Berges befindet sich die Station de Jaman der Zahnradbahn Montreux–Glion–Rochers-de-Naye. Zu Fuss ist der exponierte Gipfel von der Station de Jaman aus über einen kurzen, steilen Pfad erreichbar.